# 秋山皐二郎
秋山 皐二郎（あきやま こうじろう、1910年（明治43年）2月22日 - 2007年（平成19年）9月28日）は、日本の政治家。第13〜17代八戸市長。

## 来歴
湊村（現八戸市）で網元を営む秋山家の四男として生まれた。2歳で父與吉を亡くし、叔父秀之助に漁業の手解きを受けた。
湊尋常高等小学校、八戸中学校（現八戸高等学校）を経て、1936年（昭和11年）中央大学法学部卒業。合同油脂株式会社に入社後、二度召集を受ける。21年8月帰還を果たす。
1952年（昭和27年）に八戸市議会議員に当選し2期、さらに青森県議会議員を3期務めた。1969年（昭和44年）に中村拓道を破って八戸市長に当選し、5期務めて史上最長任期となった。青森県市長会会長、全国市長会副会長などを務めた。1990年（平成2年）秋の叙勲で勲三等旭日中綬章受章（勲六等より昇叙）｡1996年（平成8年）に八戸市名誉市民。
2007年（平成19年）9月28日、心不全のため死去、97歳。死没日をもって従七位から従四位に叙される｡

## 政策
秋山は市長就任後、以下の3つの政策方針をあげて市政に取り組んだ。
- 市民所得を全国並みに引き上げること
- 生活関連の環境整備
- 教育施設の整備充実

その後東北新幹線の太平洋回りルート獲得に向けて尽力した。また八戸大橋やJR八戸線の高架化、八戸市公会堂の建設に取り組んだ。

### 教育・文化
三条中学校、轟木小学校、多賀台小学校、下長小学校を防音校舎化し、建替え後の廃材を地元の集会所建設に活用した。
また、1970年（昭和45年）6月に八戸市民大学講座をスタートさせた。八戸市民大学講座の講師に来ていた女優の杉村春子に「八戸市での『女の一生』公演時に会場での雨音が大きくて舞台が台無しになった」と秋山に話したことがきっかけとなり、八戸市公会堂の建設へとつながる。このほか八戸市民大学講座では石森延男、三浦哲郎、小林茂、高坂正堯、松下正寿、小井田幸哉が講師になっている。

### 夢の大橋建設
市長岩岡徳兵衛の時代からの懸案であったが、新産業都市の港湾道路の建設と位置づけ、八戸大橋・八太郎大橋の建設費を国が負担することとし、八戸市の負担金をゼロにすることにこぎつけた。

### 東北新幹線太平洋回りルート獲得
1971年（昭和46年）頃から盛岡以北の東北新幹線のルートをめぐり、誘致合戦が活発化した。当時秋山は「万が一、太平洋回りが実現しなかったら市長は辞任する」と公言していた。当時の首相である田中角栄の自宅にも何度も陳情に訪れるなど、様々な誘致活動を行った。
こうした誘致活動が実を結び、1973年（昭和48年）に国鉄と日本鉄道建設公団が太平洋回りルートの優位性を認め、誘致合戦に事実上の決着がついた。

## 関連人物
- 巻石蔵（かつて海軍大尉を務め、復員後改めて東京大学を卒業し八戸市助役として秋山本人から絶大なる信頼を寄せられていたが、後継市長に就任する旨の要請は固辞した）
- 正部家種康